# MOS 6502
MOS 6502 je 8-bitni mikroprocesor kojeg je 1975. godine stvorila američka tvrka MOS Technology. Kada se pojavio na tržištu bio je jeftiniji za (25 $) nego mikroprocesori koje su prodavale tvrtke Motorola  (6800, 179 $) i Intel (8008, 179 $). Svojom je pojavom na tržištu MOS 6502 izazvao pravu revoluciju i korišten je za mnoga kućna računala i igraće konzole kao što su Apple I, Apple II, Atari VCS 2600, Commodore 64, Orao, BBC Microcomputer Systems, Oric Atmos, Micronic 64 – Z80. Isto tako MOS 6502 
pronašao je svoju uporabu u mnogim drugim industrijskim proizvodima 

## Tehnički podatci
- iglice (bidir) D0 do D7 – linije za podatke (8-bitna)
- iglice (izlaz) A0 do A15 – linije za memorijsku adresu (16-bitna)
- iglice N.C (eng. Not Connected) – ne koriste se
- iglica R/W (izlaz) (eng. Read/Write) – zavisno o razini 0V pisanje, ili 5V čitanje podataka
- SYNC (izlaz) procesor čita kod instrukcije (en. op-code fetch)
- IRQ (ulaz) (eng. Interrupt Request) – zahtjev za prekid
- RES (ulaz) (eng. Reset) – dovodi mikroprocesor do prvotnog stanja
- NMI (ulaz)- nemaskirani prekid (eng. Non Maskable Interrupt)
- VCC – napajanje +5 V
- VSS – 0V, ponekad se zove uzemljenje (en. GND)
- Ø0(IN) – takt
- Ø1(OUT) – takt
- Ø2(OUT) – takt

MOS 6502 registri
| F                 | E  | D  | C  | B  | A  | 9  | 8  | 7  | 6  | 5  | 4  | 3  | 2  | 1  | 0  | (mjesto bita, heks)   |
| Glavni registeri  |    |    |    |    |    |    |    |    |    |    |    |    |    |    |    |                       |
|                   |    |    |    |    |    |    |    | A  | A  | A  | A  | A  | A  | A  | A  | Akumulator            |
| Indeksni registri |    |    |    |    |    |    |    |    |    |    |    |    |    |    |    |                       |
|                   |    |    |    |    |    |    |    | X  | X  | X  | X  | X  | X  | X  | X  | X indeks              |
|                   |    |    |    |    |    |    |    | Y  | Y  | Y  | Y  | Y  | Y  | Y  | Y  | Y indeks              |
| 0                 | 0  | 0  | 0  | 0  | 0  | 0  | 1  | S  | S  | S  | S  | S  | S  | S  | S  | Pokazivač stoga       |
| Programski brojač |    |    |    |    |    |    |    |    |    |    |    |    |    |    |    |                       |
| PC                | PC | PC | PC | PC | PC | PC | PC | PC | PC | PC | PC | PC | PC | PC | PC | PCprogramski brojač   |
| Statusni registar |    |    |    |    |    |    |    |    |    |    |    |    |    |    |    |                       |
|                   |    |    |    |    |    |    |    | N  | V  | -  | B  | D  | I  | Z  | C  | P Zastavice procesora |

## Povijest
Mikrobradnik 6502 je dizajnirala grupica inženjera koji su sudjelovali u dizajnu obitelji mikroprocesora Motorola 6800. Motorola je 1971. godine započela s dizajnom mikroprocesora 6800. Glavni arhitekt je bio Tom Bennett. Izrada površine započela je 1972., dok su prvi primjerci mikroprocesora izašle iz tvornice u veljači 1974. godine. Tvrtka Motorola je službeno najavila izlazak Motorole 6800 u studenom 1974.

### Motorola
Tvrtka Motorola imala je na cilju prodavati svoje proizvode sljedećim velikim tvrtkama Hewlett-Packard, Tektronix, TRW, i Chrysler . U svibnju 1972. godine motorolini inženjeri su se sastajali s pojedinim potencijalnim kupcima svoga proizvoda i za tu svrhu su počeli dijeliti podatke o svojem novom 8-bitnom mikroprocesoru skupa s paralelnim i serijskim međuspojnicima, ROM-om, RAMom. Rane 1974. godine, Motorola je podijelila prvoserijske primjere svog mikroprocesora pojedinim potencijalnim kupcima tako da oni mogu razviti prototipove svoji proizvoda. Motorolina strategija "cijelovite porodice proizvoda" nije se usredočavala na cijenu svog proizvoda, već na smanjivanje troška dizajna finalnog proizvoda za kupce koji bi rabili Motoroline mikroprocesore u svojim finalnim proizvodima. Motorola je također u svojoj ponudi imala i mogućnost rabljenja sofwarea pod imenom  "EXORciser" na daljinskom računalom sustavu koji je simuliralo rad mikroprocesora 6800 i tako moogućavala korisnicima prostor u kojem su mogli stvarati software za mikroprocesor 6800, ili za dijelatnosti obučavanja te podršku za razvojne inženjere. Intel i Motorola su prvo počele prodavati svoje proizvode za USD$360 za pojedinačni mikroprocesor 1974/1975. godine, cijena proizvoda je bila manja i slijedila bi kliznu skalu koja bi slijedila veličinu narudžbe (veća količina = manja cijena po komadu). Sredinom 1970-tih Motorola je prodavala posebne cjeline za dizajnere u kojem bi za USD$300 prodala mikroprocesor 6800 skupa sa 6 integriranih krugova za podršku.
| Pin | 6800                 | 6501                 | 6502              |
| --- | -------------------- | -------------------- | ----------------- |
| 2   | Halt                 | Ready                | Ready             |
| 3   | ∅1 (in)              | ∅1 (in)              | ∅1 (out)          |
| 5   | Valid Memory Address | Valid Memory Address | N.C.              |
| 7   | Bus Available        | Bus Available        | SYNC              |
| 36  | Data Bus Enable      | Data Bus Enable      | N.C.              |
| 37  | ∅2 (in)              | ∅2 (in)              | ∅0 (in)           |
| 38  | N.C.                 | N.C.                 | Set Overflow Flag |
| 39  | Three-State Control  | N.C.                 | ∅2 (out)          |

## Inačice i pakovanja
- Ricoh 2A03.

- 65xx 
  - 6502A
  - 6502B
  - 6502C (ili Sally)
  - MOS Technology 6503[11]
  - MOS Technology 6504[11]
  - MOS Technology 6505[11]
  - MOS Technology 6506[11]
  - MOS Technology 6507[11]
  - MOS Technology 6508
  - MOS Technology 6509
  - MOS Technology 6510
  - MOS Technology 6512[11]
  - MOS Technology 6513[11]
  - MOS Technology 6514[11]
  - MOS Technology 6515[11]
  - MOS Technology 6591 i 6592[12][13]
  - MOS Technology 65C02 - CMOS inačica
- CSG 65CE02
- Rockwell R65F11 (1983.)

## Uvjeti koje postavlja na dizajn sustava s MOS 6502
Izged memorijske karte tipičnog sustava zasnovanog na MOS 6502.
- 0x00 - 0xFF     Nulta stranica memorije (Zero page memory), adresa mora biti u RAMu
- 0x100 - 0x1FF   Stog, mora biti u RAM
- 0xFFFA - 0xFFFB NMI vektor, mora biti u ROMu
- 0xFFFC - 0xFFFD RESET vektor, mora biti u ROMu
- 0xFFFE - 0xFFFF BRK/IRQ vektor, mora biti ROMu

1. Vektori moraju posjedovati ispravne adrese koda.
2. Nakon NMI signala izvršava se kod na koji pokazuje NMI vektor.
3. Nakon RESET signala izvršava se kod na koji pokazuje RESET vektor.
4. Nakon IRQ signala izvršava se kod na koji pokazuje BRK/IRQ vektor.
5. Nakon strojne naredbe BRK izvršava se kod na koji pokazuje BRK/IRQ vektor.

## Vanjske poveznice
- Sve o mikroprocesoru 6502 (engl.)